# Le labbra
Le labbra è il secondo album solista di Paolo Benvegnù, pubblicato nel 2008.

## Descrizione
Il disco è stato preceduto dall'EP 14-19, pubblicato qualche mese prima. È stato prodotto, registrato e mixato al Polimero Studio di Prato da Guglielmo Ridolfo Gagliano e Andrea Franchi. Il disco è stato invece masterizzato presso lo Sterling Sound di New York da Chris Athens. L'artwork dell'album è stato curato da Roberta Maddalena.
Il singolo di lancio è Il nemico.
L'EP 14-19 celebrava l'amore in tutte le sue sfumature, un amore fatto di sofferenze e difficoltà, ma necessario e intenso. Un amore celebrato nella poesia che ora arriva a concretizzarsi ne Le labbra. Immagini concrete, suggestioni reali e sonorità dense accompagnano l'ascoltatore attraverso l'evoluzione del viaggio intrapreso con 14-19. L'amore prende forma e insieme a lui la passione, la sofferenza, la carne e il sangue. Parole che raccontano gesti, gesti che vengono coperti di parole. Finché le parole finiscono, e rimangono solo Le Labbra.
Un disco carico di significato e cruciale per il percorso artistico di uno dei cantautori fra i più apprezzati in Italia, ottimamente recensito da riviste e siti dedicati.

## Tracce
1. La schiena – 5:04
2. Amore santo e blasfemo – 4:13
3. La peste – 6:20
4. Il nemico – 3:55
5. La distanza – 3:56
6. Interno notte – 5:24
7. Ultimo assalto – 3:49
8. Jeremy – 4:55
9. Sintesi di un modello matematico – 4:06
10. Cinque secondi – 4:54
11. 1784 – 5:04

## Formazione
- Paolo Benvegnù - voce, chitarra
- Andrea Franchi - batteria, organo
- Luca Baldini - basso, contrabbasso
- Guglielmo Ridolfo Gagliano - chitarra, violoncello